# Anaheim
Anaheim ist eine Stadt im kalifornischen Orange County, etwa 40 Kilometer südöstlich von Los Angeles gelegen, und hat 346.824 Einwohner (Volkszählung 2020, U.S. Census Bureau). Die Stadt ist eine principal city der Los Angeles–Long Beach–Anaheim, CA Metropolitan Statistical Area, die Teil der Greater Los Angeles Area ist.

## Geschichte

### Erste Besiedlung
Die Stadt entstand 1870 aus einer Siedlung, die 1857 von 50 Familien deutscher Einwanderer, die aus San Francisco kamen, gegründet wurde. Sie erwarben von den Besitzern der „Rancho San Cajon de Santa Ana“ – Juan Pacífico Ontiveros und seiner Frau Martina – ein 1165 Acre (etwa 471 Hektar) großes Landstück für 2 $ pro Acre, um ein Weinbaugebiet zu schaffen. Ein größerer Teil dieser ersten Siedler stammte ursprünglich aus der Umgebung von Rothenburg ob der Tauber in Mittelfranken, der erste Siedler soll Daniel Krämer aus Bayern gewesen sein. Der Namensbestandteil „-heim“ deutet noch heute auf die deutsche Herkunft der Gründer hin, „Ana“ bezieht sich hingegen auf den nahegelegenen Santa Ana River.

### Etablierung in der Landwirtschaft
Die meisten der Siedler waren Handwerker und hatten nur wenig Ahnung vom Weinanbau. 1876 waren sogar zehn polnische Aristokraten und Künstler in den Ort übergesiedelt. Auf 16 Hektar Fläche entstand dann um das erste Gebäude, eine Schule, der künftige Ortsmittelpunkt, in den Jahren 1870 und 1871 folgten das Gebäude der örtlichen Zeitung – der Anaheim Gazette – und ein Hotel. Bis ins Jahr 1884, als der Weinanbau aufgrund häufiger werdender Ernteschäden eingestellt werden musste, war die Siedlung der größte Weinproduzent Kaliforniens. Der Wegfall des Weins wurde relativ schnell durch den Anbau von Walnüssen, Limonen und Orangen kompensiert.

### Orangen, der Klan und Disneyland

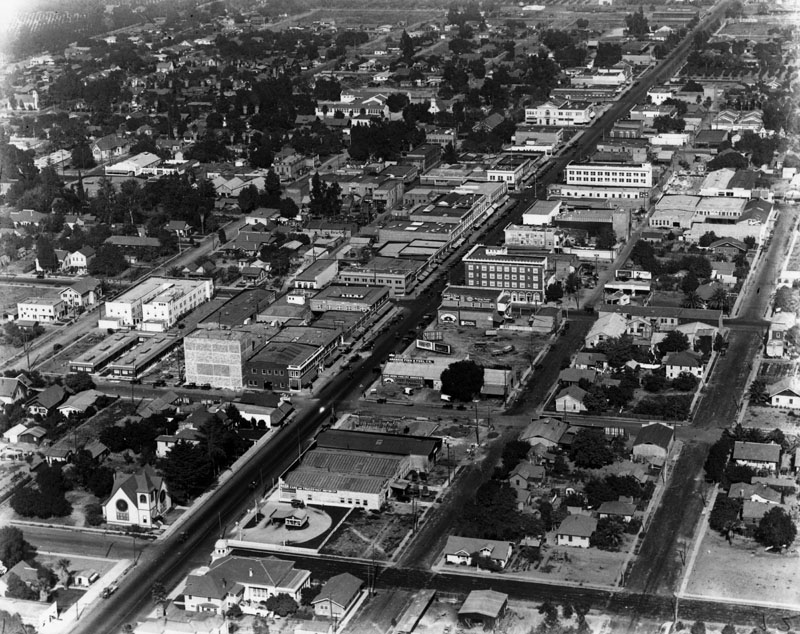
Anaheim 1922

Anfang des 20. Jahrhunderts hatte sich Anaheim zu einem Zentrum der Landwirtschaft entwickelt, viele seiner Einwohner lebten vom Anbau von Zitrusfrüchten, vornehmlich Orangen, worauf auch der Name des Orange Countys zurückzuführen ist. Zwischen 1924 und 1925 waren vier Mitglieder des Ku-Klux-Klans im Stadtrat vertreten. Von zu dieser Zeit bereits rund 10.000 Einwohnern schlossen sich während ihrer Amtszeit gut 300 dem Klan an, welcher sich als protestantische Vereinigung vor allem gegen den Katholizismus und in der Stadt umtriebige Fälscher und – das Land befand sich mitten in der Prohibition – illegale Schnapsbrenner wandte. Bewaffnete Klansmänner patrouillierten auf den Straßen, in die als Mustersiedlung des Klans geltende Stadt kamen zeitweise bis zu 20.000 Leute aus dem ganzen Land zu einer Veranstaltung des Geheimbundes.
Nach einer Bestechungsaktion seitens der Oppositionsbewegung Unison, Service, Americanism (USA), durch welche diese die Liste aller geheimen Mitglieder in der Stadt – unter ihnen auch Polizeibeamte oder andere Stadtangestellte – erhalten hatte, konnten, auch unter Mithilfe von zweien der mittlerweile drei Zeitungen Anaheims, im Jahr 1925 die vier Stadtratssitze des Klans zurückgewonnen werden.
1954 erwarb die von Walt Disney geführte Walt Disney Company in Anaheim ein 65 Hektar großes Gelände, das bis dahin zum Anbau von Walnüssen und Orangen genutzt worden war. Bereits ein Jahr später, am 17. Juli 1955, waren die Bauarbeiten abgeschlossen und das Disneyland Resort wurde als erster Themenpark des Unternehmens eröffnet.

### Ausgehendes 20. Jahrhundert
Nach einer Volkszählung des United States Census Bureau waren im Jahr 1970 rund 9,3 % der Einwohner Anaheims Hispanics und 89,2 % Weiße. In den 1990er Jahren expandierte die Stadt und entwarf das Anaheim Resort, welches auch heute neben dem Disneyland Resort noch das örtliche Kongresszentrum (Anaheim Convention Center) sowie die Sportstadien Honda Center und das Angel Stadium beherbergt.

## Einwohnerentwicklung
| Jahr | Einwohner¹ |
| ---- | ---------- |
| 1980 | 219.494    |
| 1990 | 266.406    |
| 2000 | 327.920    |
| 2010 | 336.440    |
| 2020 | 346.824    |

¹ 1980–2020: Volkszählungsergebnisse

## Sport

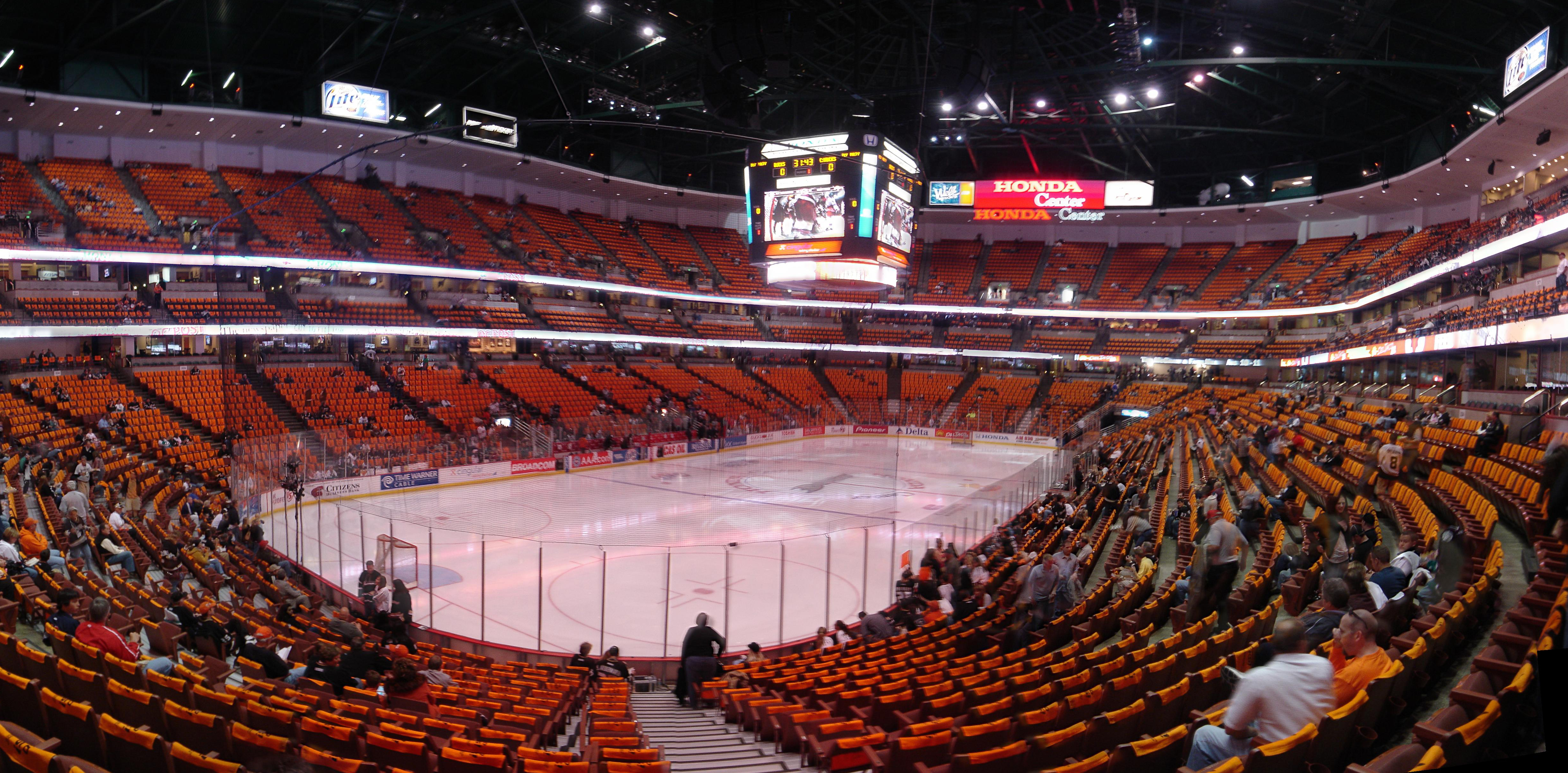
Das Honda Center, Heimstadion der Anaheim Ducks

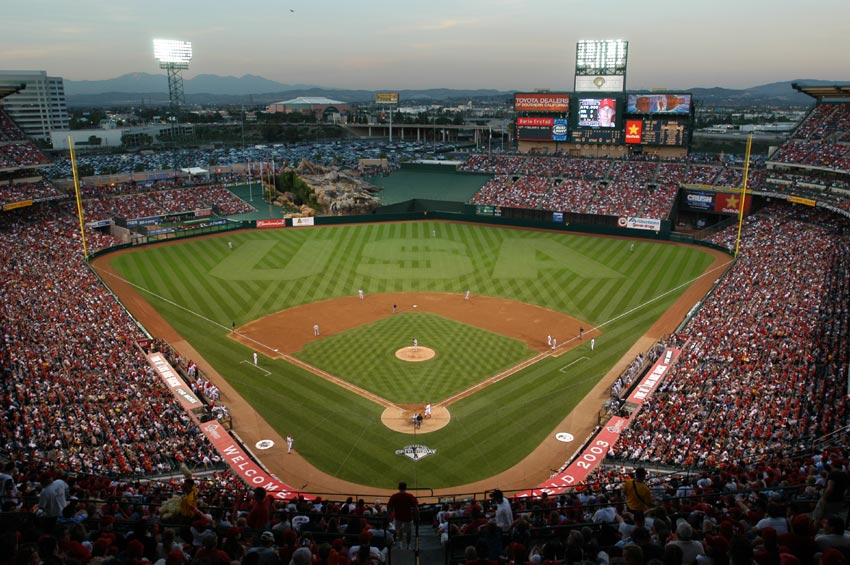
Angel Stadium of Anaheim, Heimstadion der Los Angeles Angels of Anaheim

Disneyland in Anaheim (2013)

Anaheim beheimatet folgende Sportvereine:
- Anaheim Ducks – Eishockeyteam in der National Hockey League (bis 22. Juni 2006 Mighty Ducks of Anaheim); konnte 2007 den Stanley Cup gewinnen.
- Los Angeles Angels – Baseball-Team in der Major League Baseball (bis Ende 2015 Los Angeles Angels of Anaheim)

Außerdem war Anaheim der Austragungsort der Badminton-Weltmeisterschaft 2005.
Im Angel Stadium Anaheim werden regelmäßig drei Läufe zur AMA Supercross Series ausgetragen.

## Sehenswürdigkeiten
Die bekannteste Sehenswürdigkeit Anaheims ist der 1955 von Walt Disney gegründete Vergnügungspark Disneyland, der seit seiner Eröffnung bereits über 500 Millionen Besucher zählte. Außerdem befindet sich nur wenige Kilometer entfernt der Vergnügungspark Knott’s Berry Farm.
Zudem findet seit 2005 jedes Jahr außer 2012 die „Blizzcon“ im Anaheim Convention Center statt. Dort kündigt der Computerspielentwickler Blizzard Entertainment neue Spiele oder Erweiterungen zu den Spielen Warcraft, StarCraft oder Diablo an. Zudem gibt es andere Veranstaltungen, wie etwa einen Tanz- oder einen Kostümwettbewerb, sowie ein Abschlusskonzert mit der Hausband „The Artists formerly known as Level 80 Elite Tauren Chieftains“.
Das Anaheim Convention Center ist ebenfalls Veranstaltungsort der jährlich im Januar stattfindenden NAMM Show, der größten Musikmesse Amerikas, darüber hinaus fand dort 2016 die MineCon statt.

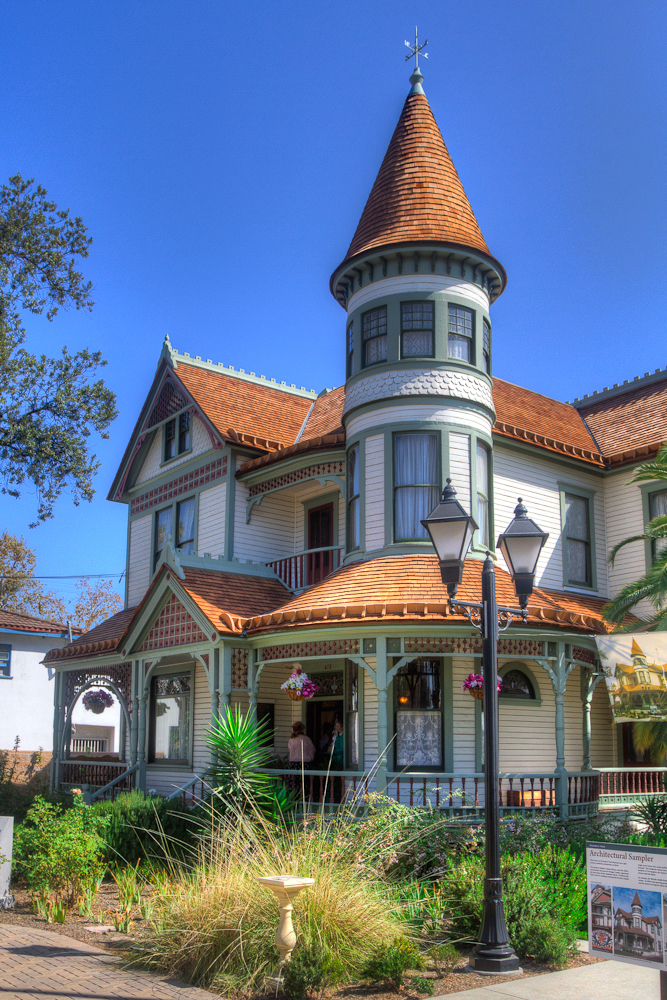
Das John Woelke House ist seit Juli 2013 im NRHP eingetragen.

13 Bauwerke und Stätten in Anaheim sind im National Register of Historic Places (NRHP) eingetragen (Stand 23. September 2020), darunter das John Woelke House, der Kroger-Melrose District und das Ferdinand Backs House.

## Serien und Filme mit Bezug auf Anaheim
- Filme
  - Mighty Ducks – Das Superteam
  - Mighty Ducks II – Das Superteam kehrt zurück
  - Mighty Ducks III – Jetzt mischen sie die Highschool auf
  - A Scanner Darkly – Der dunkle Schirm
- Serien
  - Mighty Ducks – Das Powerteam (26 Folgen, Zeichentrick)

## Städtepartnerschaften
Anaheim unterhält Partnerschaften mit folgenden Städten:
- Mito, Japan
- Vitoria-Gasteiz, Spanien

## Söhne und Töchter der Stadt
- Sue S. Dauser (1888–1972), Krankenschwester und Superintendent Navy Nurse Corps der US Navy
- Elizabeth Ryan (1892–1979), Tennisspielerin
- Rudolph Boysen (1895–1950), Pflanzenzüchter
- Leo Fender (1909–1991), Erfinder der ersten Solid-Body-E-Gitarre
- Thomas Kuchel (1910–1994), Politiker
- Marie Wilson (1916–1972), Schauspielerin
- Darius Young (1938–2021), Sportschütze
- John Huarte (* 1944), American-Football-Spieler
- Mark St. John (1956–2007), Rockmusiker
- Rosalind Chao (* 1957), Schauspielerin
- Don Davis (* 1957), Filmmusik-Komponist
- Lou Correa (* 1958), Politiker
- Alyson Reed (* 1958), Schauspielerin
- Jeffery W. Hammond (* 1959), Generalmajor der United States Army
- Kelly McCormick (* 1960), Wasserspringerin und Olympiamedaillengewinnerin
- Duane Peters (* 1961), Profi-Skateboarder, Punkrock-Komponist und Sänger
- John O’Gallagher (* 1964), Jazzmusiker
- Jeff T. Alu (* 1966), Musiker, Photograph, Grafikkünstler und Amateurastronom
- Jeff Buckley (1966–1997), Sänger und Gitarrist
- Dan Clucas (* 1966), Jazzmusiker
- John Mykkanen (* 1966), Schwimmer
- Rob Liefeld (* 1967), Comicbuchautor und -zeichner
- Robert Mark Pipta (* 1967), ruthenisch griechisch-katholischer Bischof von Parma
- Michael Anderson (* 1969), Jazztrompeter
- Lori Harrigan (* 1970), Softballspielerin
- Susie Ibarra (* 1970), Perkussionistin, Jazzschlagzeugerin und Komponistin
- Rodney Morris (* 1970), Poolbillardspieler
- Mike Lockwood (1971–2003), Wrestler
- Julie Ertel (* 1972), Triathletin
- Christian Holstad (* 1972), Künstler
- Moon Bloodgood (* 1975), Schauspielerin
- Bernice Orwig (* 1976), Wasserballspielerin
- Kitana Baker (* 1977), Schauspielerin und Model
- Milo Ventimiglia (* 1977), Schauspieler
- Renee Snyder (* 1980), Beachhandballspielerin
- Bill Murphy (* 1981), Baseballspieler
- Brett Young (* 1981), Countrysänger
- Lauren Goins (* 1983), Volleyballspielerin
- Jenny Ruiz (* 1983), Fußballspielerin
- Milorad Čavić (* 1984), serbischer Schwimmer
- Lauren Lappin (* 1984), Softballspielerin
- Brittany Maynard (1984–2014), Krebspatientin
- Lauren Wenger (* 1984), Wasserballspielerin
- John Bregar (* 1985), kanadischer Schauspieler
- Drake Bell (* 1986), Filmschauspieler und Pop-Rock-Sänger
- Marcus Mumford (* 1987), Sänger und Frontmann der Band Mumford & Sons
- Beau Casper Smart (* 1987), Schauspieler, Tänzer und Choreograf
- Ashley Benson (* 1989), Schauspielerin und Model
- Trent Kraychir (* 1989), Skeletonpilot
- Lisa Tucker (* 1989), Schauspielerin und Sängerin
- Jorge Villafaña (* 1989), Fußballspieler
- Greg Bretz (* 1990), Snowboarder
- Austin Butler (* 1991), Schauspieler
- Phillip Chew (* 1994), Badmintonspieler
- Mario Revolori (* 1994), Schauspieler und Drehbuchautor
- Ian McCoshen (* 1995), Eishockeyspieler
- Stanley Johnson (* 1996), Basketballspieler
- Tony Revolori (* 1996), Schauspieler
- Equanimeous St. Brown (* 1996), Footballspieler
- Lonzo Ball (* 1997), Basketballspieler
- Rebecca Black (* 1997), Sängerin
- Shane Holdaway (* 1997), Volleyballspieler
- Diego Tinoco (* 1997), Schauspieler
- LiAngelo Ball (* 1998), College-Basketball-Spieler
- Osiris St. Brown (* 1998), Footballspieler
- Amon-Ra St. Brown (* 1999), Footballspieler
- Daniella Perkins (* 2000), Schauspielerin
- LaMelo Ball (* 2001), Basketballspieler
- Seth Carr (* 2007), Schauspieler

Gruppierungen
- No Doubt (gegründet 1986), Rockband

## Nachweise
1. ↑  www.anaheim.net. (abgerufen am 16. Februar 2023).
2. ↑  Annual Estimates of the Resident Population: April 1, 2010 to July 1, 2017 (Memento des Originals vom 12. Februar 2020 im Webarchiv archive.today)  Info: Der Archivlink wurde automatisch eingesetzt und noch nicht geprüft. Bitte prüfe Original- und Archivlink gemäß Anleitung und entferne dann diesen Hinweis., census.gov, abgerufen am 29. November 2018 (englisch)
3. 1 2 3 4  History of Anaheim, California, u-s-history.com, abgerufen am 29. November 2018 (englisch)
4. ↑  Rancho San Cajón de Santa Ana
5. 1 2 3 4  Armor, Samuel; Merritt, E. B.: History of Orange County, California, 1921, Historic Record Company, S. 53, abgerufen am 29. November 2018 (englisch)
6. 1 2  Utopian Dreams in Anaheim: The Polish Commune of 1876, kcet.org, abgerufen am 29. November 2018 (englisch)
7. ↑  Anaheim - Ein Stück deutsche Geschichte nicht weit von Los Angeles, usatipps.de, abgerufen am 29. November 2018
8. 1 2 3  The Ku Klux Klan in Anaheim (Memento des Originals vom 30. November 2018 im Internet Archive)  Info: Der Archivlink wurde automatisch eingesetzt und noch nicht geprüft. Bitte prüfe Original- und Archivlink gemäß Anleitung und entferne dann diesen Hinweis., anaheimcolony.com, abgerufen am 29. November 2018 (englisch)
9. ↑  Diktator des magischen Königreichs, spiegel.de, abgerufen am 29. November 2018
10. ↑  Historical Census Statistics On Population Totals By Race, 1790 to 1990, and By Hispanic Origin, 1970 to 1990, For Large Cities And Other Urban Places In The United States, census.gov, abgerufen am 30. November 2018 (englisch)
11. ↑  The Anaheim Resort, anaheim.net, abgerufen am 30. November 2018 (englisch)
12. ↑  Woelke, John, House im National Register Information System. National Park Service, abgerufen am 23. September 2020.
13. ↑  Suchmaske Datenbank im National Register Information System. National Park Service, abgerufen am 23. September 2020.
Weekly List im National Register Information System. National Park Service, abgerufen am 23. September 2020.
14. ↑  Website Anaheim – Sister-City-Commission (Memento des Originals vom 1. August 2017 im Internet Archive)  Info: Der Archivlink wurde automatisch eingesetzt und noch nicht geprüft. Bitte prüfe Original- und Archivlink gemäß Anleitung und entferne dann diesen Hinweis., abgerufen am 1. August 2017